# ケメーニ・ヤーノシュ (トランシルヴァニア公)
ケメーニ・ヤーノシュ（Kemény János, 1607年12月14日 - 1662年1月23日）は、ハンガリーの貴族、トランシルヴァニア公（在位：1661年 - 1662年）。

## 生涯
ハンガリー人貴族の子息としてトランシルヴァニアのマジャルビッケシュに生まれ、トランシルヴァニア公国の数多くの文官・武官職を歴任した。ベトレン・ガーボル、ラーコーツィ・ジェルジ1世、ラーコーツィ・ジェルジ2世の3人の公の治世の間に、ケメーニは公の主要な顧問となり、軍事遠征の司令官として1653年にモルダヴィアへ、1657年に大洪水時代で騒乱状態にあったポーランドへ攻め入っている。特に後者は、ラーコーツィ・ジェルジ2世をポーランド王位につけようという狙いで行われた遠征だった。
しかし、オスマン帝国はジェルジ2世のポーランドに対する野心に反対し、いかなる軍事行動も禁じた。オスマン帝国から禁止命令が出ると、ケメーニもジェルジ2世の無定見なポーランド進軍に反対し、心ならずも遠征の司令官を務めた。ケメーニの軍勢は同盟者のスウェーデン軍に見捨てられ、トルコの属国であるクリミア・タタールに捕えられた。ジェルジ2世もポーランド軍に敗北してトランシルヴァニアへ帰され、遠征は無残な敗北に終った。
ケメーニは1659年8月までタタールに抑留されており、莫大な身代金を支払ってようやく解放された。バフチサライで幽閉生活を送っていた時にハンガリー語の自叙伝を執筆、この自叙伝は17世紀のトランシルヴァニアにおける回想録文学の最高傑作のひとつとされている。
トランシルヴァニアに戻ると、ケメーニは退位を嫌がるジェルジ2世の野心、公位を望む人々、トランスシルヴァニアに不名誉な軍事遠征を行ったことへの懲罰を加えようとするオスマン帝国によって公国がばらばらに分裂しているのを知った。オスマン宮廷はトランシルヴァニア公国が有する、公国の統治者を自分達で選ぶ権利をはっきりと無視した。トルコ軍とその同盟者クリミア・タタールのトランシルヴァニアへの侵攻とその成功は、ケメーニの目にはトランシルヴァニアの自治の終焉と映り、公国の自治を守るためにはハプスブルク帝国の支援を受けるしかないと考えるようになった。
1660年にジェルジ2世が戦死、トルコ人の後ろ盾で即位したバルチャイ・アーコシュが退位させられた後、ケメーニは1661年1月1日にトランシルヴァニア議会によって公に選出され、4月にケメーニ主導の下でトランシルヴァニア議会はオスマン帝国からの分離を宣言、ウィーン宮廷に支援を求めた。報復として、圧倒的な強さを誇るトルコ軍とタタールが6月にトランシルヴァニアに攻め込み、ケメーニの軍勢を撃破して彼を王領ハンガリーに追放、アパフィ・ミハーイ1世を公に選んだ。
ケメーニは9月上旬、オーストリアのライモンド・モンテクッコリ将軍の支援を受けてトランシルヴァニアに戻ったが、すぐにオーストリア軍から見捨てられてしまい、翌1662年のナジスルシュでのトルコ人との戦いで戦死した。その後、アパフィ・ミハーイ1世が単独のトランシルヴァニア公となった。